# Stefano Garzelli
Stefano Garzelli, född 16 juli 1973 i Varese, är en italiensk före detta professionell tävlingscyklist. Han är en mångsidig cyklist, kapabel både i spurter och i bergen. 
Garzellis främsta merit är segern i Giro d'Italia 2000, där han började som en hjälpryttare till Marco Pantani. Men när det tidigt stod klart att "Piraten" var ur form fick Garzelli fria händer. Han vann tävlingen efter en tät kamp med Gilberto Simoni och Francesco Casagrande. Den sistnämnda ledde tävlingen till och med det sista tempoloppet.

## Karriär
Garzelli blev professionell med Mercatone Uno 1997. I början hjälpte han Marco Pantani att vinna tävlingar, men visade att han var bättre än så när han vann Giro d'Italia 2000. Inför säsongen 2001 blev italienaren kontrakterad av det stjärnspäckade stallet Mapei. Med det nya stallet vann han etapp 5 på Baskien runt. Han vann också GP Industria e Artigianato di Larciano och den sjunde etappen av Schweiz runt.
Garzelli slutade tvåa i Liège-Bastogne-Liège 2002 bakom stallkamraten Paolo Bettini. Han slutade även tvåa på etapp 3 av Giro del Trentino och trea på etapp 1 av Baskien runt. Garzelli startade Giro d'Italia bra den säsongen genom att vinna den andra och femte etappen. Men italienaren åkte fast för dopning, probenecid, när han ledde det italienska etapploppet. Även den ryske cyklisten Faat Zakirov samt italienaren Roberto Sgambelluri lämnade positiva dopningsprov innehållande nesp under tävlingen. 
Ett år senare var Stefano Garzelli tillbaka och slutade tvåa på Giro d’Italia 2003 efter landsmannen Gilberto Simoni. Under etapploppet vann han etapperna tre och sju. Samma år vann han också etapp 1 av Giro del Trentino.
Garzelli vann ytterligare en etapp på Giro d'Italia 2004, och tre år senare vann han två etapper på Giro d'Italia. Garzelli vann Vuelta a Aragon sammanlagt 2004. Italienaren vann också Romandiet runts andra etapp det året före Ivan Basso. Säsongen därpå vann han Romandiet runts poängtävling och Tre Valli Varesine.
Under säsongen 2006 vann Garzelli Rund um den Henninger Turm, Tre Valli Varesine, Trofeo Melinda och etapp 4 av Luxemburg runt. Han slutade även tvåa på Clasica San Sebastian efter spanjoren Xavier Florencio.
Garzelli vann två etapper på Giro d'Italia 2007. Samma år vann han också en etapp på Giro del Trentino. Garzelli vann också etapp 2 av Slovenien runt framför Enrico Gasparotto och Paolo Bossoni.

### 2008
Under säsongen 2008 slutade Garzelli tvåa i Settimana Ciclistica Internazionale Coppi-Bartali. Samma placering som han också fick under det italienska etapploppets andra, tredje och femte etapp. Han slutade också tvåa på den fjärde etappen av Vuelta a Murcia. Garzelli slutade tvåa i tävlingen efter Alejandro Valverde Belmonte. 
I april 2008 vann Garzelli den andra etappen av Giro del Trentino. Han slutade tvåa på Trofeo Melinda efter sin landsman Leonardo Bertagnolli i augusti samma år. Garzelli vann även GP Wallonie före Giovanni Visconti och Jérôme Pineau. 

### 2009
I början av säsongen 2009 slutade Garzelli tvåa på etapp 3 av Giro della Provincia di Grosseto bakom Daniele Pietropolli. I tävlingens slutställning slutade han trea bakom Pietropolli och Enrico Gasparotto. I mars slutade Garzelli trea på Clásica de Almería bakom Greg Henderson och Graeme Brown. Senare samma månad slutade han tvåa på etapp 6 av Tirreno-Adriatico bakom landsmannen Michele Scarponi, ett result som ledde till att han också slutade tvåa i tävlingen bakom Scarponi. 
I april slutade Garzelli tvåa på etapp 3 av Giro del Trentino bakom sydafrikanen Robert Hunter. En dag senare slutade han på tredje plats på etapp 4 av tävlingen bakom Danilo di Luca och Giampaolo Caruso. Han slutade tävlingen på fjärde plats bakom Ivan Basso, Janez Brajkovic och Przemyslaw Niemiec.
Garzelli slutade tvåa på etapp 4 av Giro d'Italia 2009 bakom landsmannen Danilo di Luca. På etapp 12, ett tufft tempolopp, slutade han trea bakom Denis Mensjov och Levi Leipheimer. På etapp 17 slutade han tvåa, 42 sekunder bakom landsmannen Franco Pellizotti. Garzelli slutade trea på etapp 20 bakom Philippe Gilbert och Thomas Voeckler. Tävlingen slutade han på sjunde plats. Bättre lyckades Garzelli i bergspristävlingen som han vann 16 poäng framför landsmannen Danilo di Luca. Det var även Garzelli som kom över 2009 års Cima Coppi först av alla. 
Garzelli slutade på andra plats på Trofeo Melinda bakom Giovanni Visconti. Han slutade även på nionde plats i GP de Wallonie i mitten av september.

## Stall
- Mercatone Uno 1997–2000
- Mapei-Quick Step 2001–2002
- Vini Caldirola-Nobili Rubinetterie 2003–2004
- Team Liquigas 2005–2006
- Acqua & Sapone 2007–2012
- Vini Fantini–Selle Italia 2013